# Ādārh Shurṭah Mīnā' al-Iskandariyah
Ādārh Shurṭah Mīnā' al-Iskandariyah es un distrito de la gobernación de Alejandría, Egipto. En julio de 2017 tenía una población estimada de 824 habitantes.
Se encuentra ubicado al norte del país, cerca de la costa del mar Mediterráneo y al oeste de El Cairo.